# Ernest Psichari

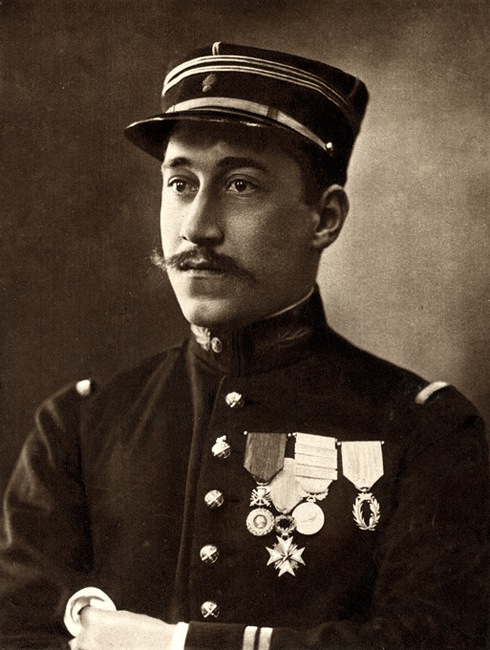
Ernest Psichari

Ernest Psichari (Parijs, 27 september 1883 - Rossignol, 22 augustus 1914) was een Frans officier en schrijver. Zijn geschriften werden geapprecieerd in Franse nationalistische middens. Hij was pas dertig toen hij bij de eersten sneuvelde tijdens de Eerste Wereldoorlog.

## Levensloop
Ernest Psichari was de zoon van de Griek Jean Psichari, professor Griekse filologie aan de Parijse École pratique des hautes études. Zijn moeder, Noémie Renan-Psichari, was de dochter van de Franse filosoof Ernest Renan. Hij genoot zijn opvoeding  midden de vrijzinnige intellectuele hogere bourgeoisie in Parijs. Hoewel zijn moeder een protestantse opvoeding had gekregen, drong ze er toch op aan Ernest katholiek te dopen. Beide ouders leefden eerder in onenigheid en samen met zijn zus Henriette en zijn broer Michel (1887-1917), getrouwd met de dochter van Anatole France en eveneens vroeg gesneuveld, leefde Ernest hoofdzakelijk bij zijn moeder.
In 1900 behaalde hij het baccalaureaat in het Lycée Henri-IV en werd er bevriend met Jacques Maritain. In 1903 promoveerde hij aan de Sorbonne tot licentiaat in de wijsbegeerte. Hij volgde ook cursus bij Henri Bergson in het Collège de France.
Vanaf 1901 ontmoette hij Charles Péguy. In 1902, hij was dan negentien, werd hij verliefd op Jeanne, de zus van Jacques Maritain. Ze was zeven jaar ouder en koos een andere man. Psichari was radeloos en wilde zelfmoord plegen door het innemen van pillen. Hij werd gered door zijn vriend Maurice Reclus. Hij deed een nieuwe poging en wilde zich voor de kop schieten, maar werd hiervan opnieuw door Reclus weerhouden. Hij verdween vervolgens in de Parijse krottenbuurten waar hij allerhande klusjeswerk verrichtte, totdat zijn ouders hem terugvonden en hem naar een landelijk verblijf stuurden om er weer op adem te komen.
Hij volbracht vervolgens zijn verplichte legerdienst en kreeg weer levensmoed. In 1903 schreef hij zich in voor verdere vrijwillige legerdienst in een infanterieregiment in Beauvais. Hij werd korporaal in juni 1904 en sergeant in december 1904. Hij vertrok vervolgens naar een legereenheid in Afrika. Net voor zijn vertrek maakte hij kennis met Henri Massis. 
In 1906-1907 verbleef hij bij een artillerieregiment in Congo Brazzaville. In 1908, terug in Frankrijk, publiceerde hij zijn Afrikaanse indrukken en ervaringen onder de titel Terres de soleil et de sommeil. Hij verwierp voortaan het antimilitarisme van zijn jeugdjaren en werd een idool van de ultranationalistische jeugd. Hij vatte een briefwisseling aan met Maurice Barrès, die over hem schreef en hem daardoor bekender maakt. Het leger werd zijn ideaal en hij genoot voldoening door zich de lange legertraditie eigen te maken. Tegelijk werd hij een aanhanger van de ideeën van Charles Maurras en van de Action française.
Nadat hij een diploma verwierf aan de artillerieschool van Versailles, bevorderde hij tot onderluitenant en werd van 1909 tot 1912 naar Mauritanië gezonden. 
In 1913 publiceerde hij L'Appel des armes, waarin hij een ideaal van toewijding en grootheid voorstond. Het boek werd door de Franse nationalistische jeugd als een gids aangenomen.
In die jaren leefde Psichari volledig volgens zijn homoseksuele neigingen. Zijn vriendschap met Jacques Maritain was een liefdesrelatie, zoals de meeste specialisten van Maritain tegenwoordig aanvaarden. In hun brieven erkenden Maritain en Massis later expliciet de homoseksualiteit van Psichari. Tijdens zijn verblijf in Afrika beleefde Psichari talrijke seksuele avonturen. Terug in Europa deed hij beroep op mannelijke prostitués. 
Na een lange zoektocht naar zekerheden keerde Psichari zich naar het katholiek geloof. Onder de invloed van de dominicaan Humbert Clérissac en vooral van Jacques Maritain, bekeerde hij zich en werd lid van de Derde Orde van Sint-Dominicus. Hij wilde zich voorbereiden op het priesterschap maar de uitgebroken oorlog verhinderde dit. Hij had nog net de tijd het boek Le voyage du centurion te schrijven, dat in grote mate een beschrijving was van zijn ervaringen en zijn spirituele ontwikkeling. Het werd in 1916 postuum gepubliceerd. 
Als luitenant nam hij deel aan de Eerste Wereldoorlog. Met het tweede regiment van koloniale artillerie bevond hij zich bij Rossignol (Gaume) in België verwikkeld in een hevige strijd. Omsingeld door Duitse troepen werden de meesten ter plekke gedood. Psichari was een onder hen.

## Nalatenschap
Door zijn personaliteit, zijn ideeën, zijn morele aspiraties, zijn inzet en zijn heldhaftige dood werd Psichari een model voor een geëxalteerde nationalistische jeugd, net zoals Charles Péguy. Schrijvers zoals Jacques Maritain, Henri Massis, Paul Bourget en Maurice Barrès verhieven hem tot nationale held en herdachten hem veelvuldig in hun publicaties. Generaal Charles de Gaulle heeft hem hulde gebracht.

## Eerbetoon
- Een monument werd voor hem opgericht in Rossignol op initiatief van Thomas Braun en Henri Massis.
- In 1934 werd in Parijs een straat nabij de Militaire School omgedoopt tot Rue Ernest-Psichari.
- Ook in Cherbourg-en-Cotentin werd in 2016 een straat naar hem genoemd.

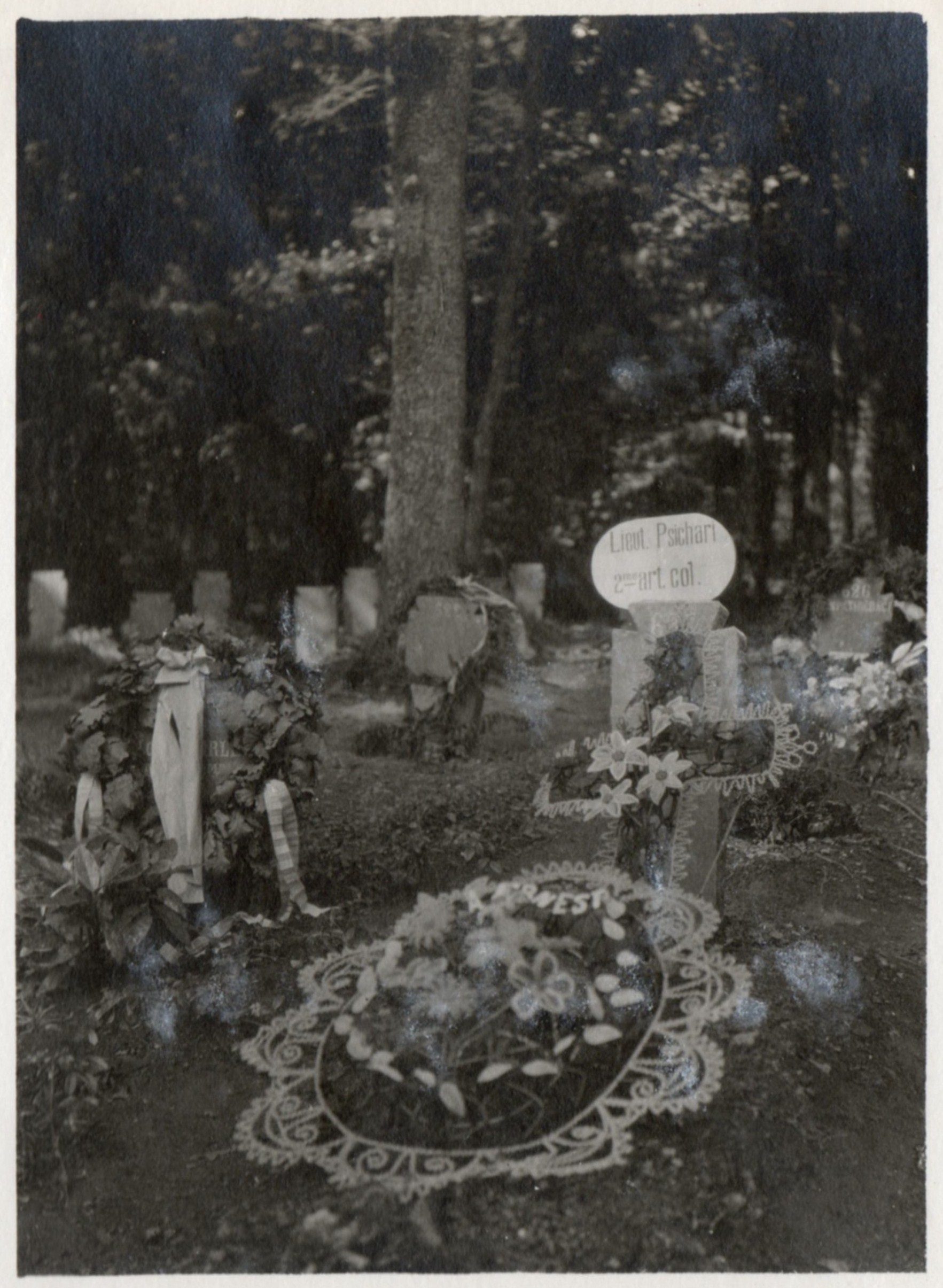
Graf van Ernest Psichari in Rossignol.
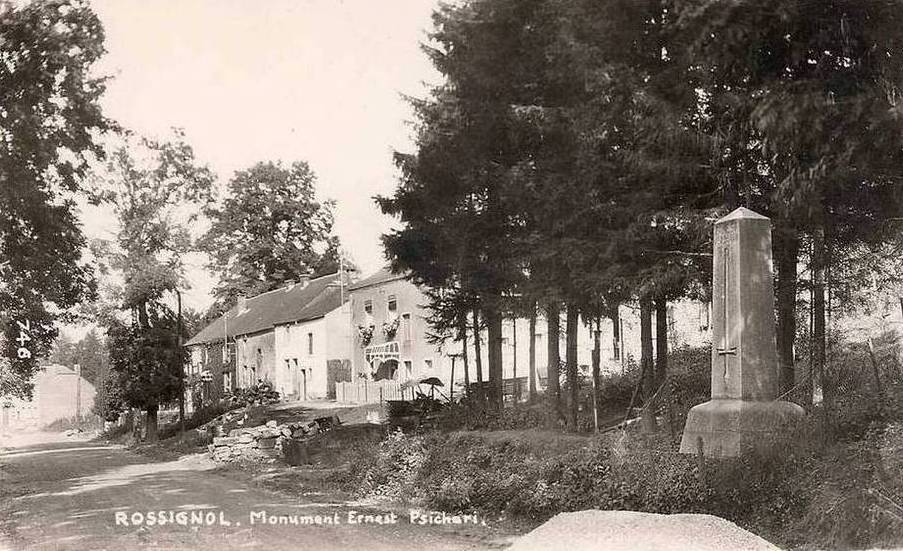
Monument Ernest Psichari bij de toegang tot de gemeente Rossignol.
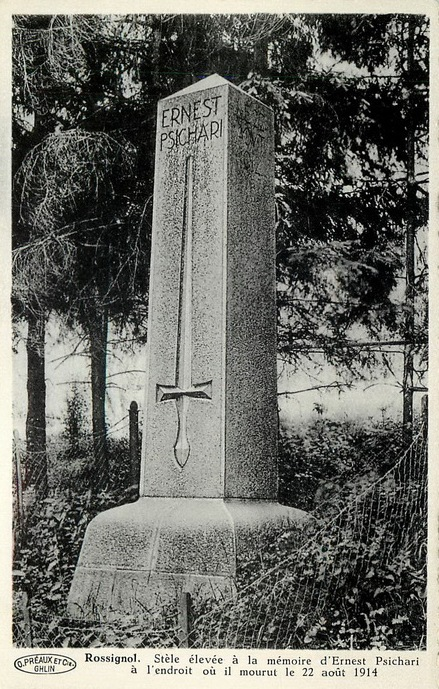
Monument op de plek waar Ernest Psichari sneuvelde.

## Publicaties
- Terres de soleil et de sommeil, Parijs, Calmann Lévy, 1908.
- L'Appel des armes, Parijs, G. Oudin, 1913.
- Le Voyage du centurion, Parijs, Louis Conard, 1916, heruitgave 1926.
- Les Voix qui crient dans le désert. Souvenirs d'Afrique, Parijs, Louis Conard, 1920, heruitgave in 2008.
- Lettres du centurion, Parijs, Louis Conard, heruitgave 2008.